# Shirley Chisholm
Shirley Chisholm   (Brooklyn, 30 de novembre de 1924 - Ormond Beach, 1 de gener de 2005) va ser una educadora, escriptora i política estatunidenca. El 1968 va ser la primera dona negra en ser elegida al Congrés dels Estats Units en representació del 12è districte electoral de Nova York. Va ser reelegida fins a sis cops i va ostentar el càrrec fins a 1983. El 1972 va ser la primera dona i la primera afroamericana en concórrer a les primàries a la presidència dels Estats Units pel Partit Demòcrata dels Estats Units, juntament amb Patsy Mink. El 1982 va ser elegida per formar part del National Women's Hall of Fame i el 2015 va ser guardonada pòstumament amb la Medalla Presidencial de la Llibertat pel president Barack Obama.
Va ser una de les fundadores el 1966 de la National Organization for Women (NOW), una organització on es van integrar diversos col·lectius feministes.

## Llegat
El febrer de 2005, Shirley Chisholm '72: Unbought and Unbossed, una pel·lícula documental, es va emetre a la televisió pública dels Estats Units. Va fer una crònica de la candidatura de Chisholm el 1972 per a la nominació presidencial demòcrata. Va ser dirigida i produïda per la cineasta independent afroamericana Shola Lynch. La pel·lícula es va presentar al Festival de Cinema de Sundance l'any 2004. El 9 d'abril de 2006, la pel·lícula va ser anunciada com a guanyadora d'un premi Peabody.
El 2014 es va publicar la primera biografia de Chisholm per a un públic adult, Shirley Chisholm: Catalyst for Change, de la professora d'història del Brooklyn College Barbara Winslow, que també va ser la fundadora i primera directora del projecte Shirley Chisholm. Fins aleshores només havien aparegut diverses biografies juvenils.
El discurs de Chisholm "For the Equal Rights Amendment", pronunciat el 1970, figura com el número 91 dels 100 millors discursos del segle XX d'American Rhetoric (llistats per rang).

### En la cultura popular
L'actriu Uzo Aduba interpreta Chisholm a la minisèrie FX de Hulu Mrs. America, estrenada l'abril de 2020, per la qual va guanyar un premi Emmy a la millor actriu secundària en una sèrie limitada.
El novembre de 2020, Danai Gurira va interpretar a Shirley Chisholm a The Fighting Shirley Chisholm, dirigida per Cherien Dabis, sobre la seva candidatura a la presidència de 1972. Tanmateix, a partir del 2024, la pel·lícula no havia aparegut, i encara es considerava que estava en desenvolupament.
Una altra pel·lícula, Shirley, es va anunciar el febrer de 2021, amb Regina King com a Chisholm i John Ridley dirigint. També es van anunciar al repartiment Lance Reddick, Lucas Hedges, Amirah Vahn, André Holland, Christina Jackson, Michael Cherrie, Dorian Missick, W. Earl Brown i Terrence Howard. Shirley es va estrenar a Netflix el març de 2024.
Chisholm també va ser molt present a la sèrie de televisió satírica de Mel Brooks del 2023 History of the World, Part II, interpretada per Wanda Sykes. Els segments de la sèrie van detallar la candidatura presidencial de Chisholm estilitzada com a episodis de Shirley!, una comèdia de situació fictícia dels anys setanta. Els episodis van ser "protagonitzats" per altres membres de la família i amics de Chisholm, inclosos Conrad Chisholm (Colton Dunn), Florynce Kennedy (Kym Whitley) i Ruby Seale (Marla Gibbs).